# Farap
Farap es una localidad de Turkmenistán, en la provincia de Lebap.
Se encuentra a una altitud de 191 m sobre el nivel del mar. 

## Demografía
Según estimación 2010 contaba con una población de 17277 habitantes.